# Mailly-Raineval
Mailly-Raineval é uma comuna francesa na região administrativa de Altos da França, no departamento de Somme. Estende-se por uma área de 14,3 km². Em 2010 a comuna tinha 305 habitantes (densidade: 21,3 hab./km²).